# Mesobiotus ethiopicus
Espèce
Mesobiotus ethiopicus est une espèce de tardigrades de la famille des Macrobiotidae.

## Distribution
Cette espèce est endémique d'Éthiopie.

## Étymologie
Son nom d'espèce lui a été donné en référence au lieu de sa découverte, l'Éthiopie.

## Publication originale
- Stec & Kristensen, 2017 : An integrative description of Mesobiotus ethiopicus sp. nov. (Tardigrada: Eutardigrada:Parachela: Macrobiotidae: harmsworthi group) from the northern Afrotropic region. Turkish Journal of Zoology, vol. 41, no 5, p. 800-811.